# Krasnoznàmianka (Crimea)
|  | Per a altres significats, vegeu «Krasnoznàmenka». |

Krasnoznàmianka (en (ucraïnès): Краснознам'янка) és un poble de la República Autònoma de Crimea a Ucraïna, que el 2014 tenia 1.201 habitants. Pertany al districte de Krasnogvardiiske.